# Горобченко, Сергей Борисович
Серге́й Бори́сович Горо́бченко (род. 29 июля 1972, Североуральск, Свердловская область, СССР) — российский актёр театра и кино.

## Биография
Родился 29 июля 1972 года в городе Североуральске Свердловской области в семье водителя-профессионала Бориса Петровича Горобченко и инженера-экономиста Нины Александровны (урождённая Сафонова).
В 1989—1991 годах учился в Санкт-Петербургском государственном горном институте, из которого ушёл и поступил в театральный ВУЗ — Ленинградский государственный институт театра, музыки и кинематографии (ЛГИТМиК) имени Н. К. Черкасова.
После окончания института до 2000 года был актёром Санкт-Петербургского академического театра комедии имени Н. П. Акимова.
В 2000—2002 годах — актёр Московского государственного театра «Ленком».
С 1998 года начал сниматься в кино. Популярность пришла после роли Пети «Рамы» в фильме «Бумер» (2003) режиссёра Петра Буслова. Ради съёмок в этой картине актёр был вынужден уйти из театра «Ленком».

В 2003 году на непродолжительное время иммигрировал в США, но вскоре вернулся в Россию. Позднее артист объяснил это так:
Мой «побег» не был связан с политикой или другими разногласиями. Я хотел взглянуть на себя и происходящее со стороны, чтобы кардинально измениться.
В июле 2006 года, во время премьерного показа первого сезона телесериала «Офицеры», сотрудники Службы внешней разведки России подарили Сергею Горобченко боевой кортик за исполнение роли спецназовца Александра Гайдамака.
Для роли хоккеиста Михаила Будника в полнометражном игровом фильме «Миннесота» (2009) режиссёра Андрея Прошкина Сергей Горобченко в течение месяца обучался игре в хоккей у Олимпийского чемпиона Эдуарда Иванова.
Позднее полученные навыки пригодились актёру при съёмках сериала Молодёжка.
30 октября 2009 года Сергей Горобченко получил многочисленные травмы из-за падения с мотоцикла во время исполнения трюка на съёмках телесериала «Москва. Центральный округ 3» в Москве и был доставлен в институт скорой помощи имени Н. В. Склифосовского. Обследование выявило, что у актёра ушиб, гемартроз коленного сустава, перелом левой большой берцовой кости и частичное повреждение коленного сустава.

## Общественная позиция
В 2022 году поддержал вторжение России на Украину, снялся в ролике для государственного телеканала Россия-24.

## Личная жизнь
На втором курсе ЛГИТМиКа от однокурсницы Александры Флоринской у Сергея Горобченко родился сын Глеб (род. 14 октября 1997).
В 2008 году женился на актрисе Полине Невзоровой (род. 9 октября 1981), дочери телеведущего Александра Невзорова.
Сыновья Александр (род. 2008), Пётр (род. 2010) и Иван (род. 2012). Дочери Анна (род. 2014), София (род. 2015), Екатерина (род. 2016), Полина (род. 2017).

## Санкции
15 января 2023 года, из-за вторжения России на Украину, внесён в санкционный список Украины, предполагается блокировка активов на территории страны, приостановка выполнения экономических и финансовых обязательств, прекращение культурных обменов и сотрудничества, лишение украинских госнаград.

## Творчество

### Фильмография
- 1998 — 1999 — Агент национальной безопасности (1-й сезон, серия № 2 «Петя и вол») — Пётр Евгеньевич Смирнов, хакер
- 2001 — Марш Турецкого (2-й сезон, фильм № 2 «Перебежчик») — Валерий Веденеев, начальник службы безопасности
- 2002 — Каменская (2-й сезон, фильм 4 «За все надо платить») — Юрий Оборин, аспирант
- 2002 — Башмачник — Антон Горохов, «Гундосый», продавец обуви
- 2002 — Порода — «Серебряный»
- 2002 — Только раз… — Павлик (вокал — Дмитрий Харатьян)
- 2003 — Бумер — Петя «Рама», бандит
- 2003 — 2010 — Москва. Центральный округ — Володя Репейников
- 2003 — Полосатое лето — Бэтмэн
- 2003 — Стилет — Алексей
- 2003 — Таксистка — Сева, студент (в эпизоде 1-09)
- 2004 — Место под солнцем — Паша Дубровин
- 2004 — Московская жара — Олег Битц
- 2004 — Тариф на любовь — Влад
- 2005 — Таксистка. Новый год по Гринвичу — Сева
- 2005 — Доктор Живаго — Патуля Антипов
- 2005 — Влюблённый агент — Боб Уточкин
- 2005 — Близкие люди — Павел Андреевич Степанов, владелец строительной компании
- 2005 — Бумер. Фильм второй — Петя «Рама», друг Кота
- 2005 — Первый после Бога — Галиев
- 2006 — Девочка с Севера — Егор Зубков, капитан
- 2006 — Капитанские дети — Георгий Турчин
- 2006 — Лифт — Гоша
- 2006 — Офицеры — Александр Гайдамак («Шуракен»), спецназовец КГБ (позже — ГРУ)
- 2006 — Танцуй... — Олег
- 2007 — Шутка — Глеб
- 2007 — Прилетит вдруг волшебник — Сергей Борисович Лисичкин
- 2007 — Ленинград — Селиванов
- 2008 — Сыщики районного масштаба — Никита Савушкин, заместитель начальника убойного отдела районного угрозыска
- 2008 — Московский жиголо — Константин Сергеевич Евстафьев
- 2008 — Пуля-дура 1 «Возвращение агента».
- 2008 — Рыжая — Стас Лисицкий
- 2008 — Осенний вальс — Максим Леонидович Протасов, директор риэлторского агентства «Новый дом»
- 2008 — Большая разница — Иван (озвучил Сергей Стрельников)
- 2008 — Цыганочка с выходом — Иван Головин, московский балетмейстер
- 2008 — Квартирантка — Олег, продюсер рекламного агентства
- 2008 — Братья Карамазовы — Дмитрий Карамазов
- 2008 — Девять апельсинов — Никита Савушкин
- 2009 — Лавэ — Тимур, следователь
- 2009 — Миннесота — Михаил Будник, хоккеист-профессионал[13]
- 2009 — Офицеры 2 — Александр Гайдамак («Шуракен»), спецназовец КГБ (позже — ГРУ) (главная роль)[14]
- 2009 — Последний вагон
- 2009 — Пуля-дура 2 «Агент почти не виден».
- 2009 — Пуля-дура 3 «Агент для наследницы».
- 2009 — Монро — Сергей Шмелёв
- 2009 — Рябиновый вальс — Егор, муж Полины
- 2009 — Подарок судьбы — Александр Петрович Прокопенко, нейрохирург
- 2010 — Вышел ёжик из тумана — Игорь Александрович Тюрин (озвучил Денис Беспалый)
- 2010 — Взрослая дочь, или Тест на... — Посредников, футболист
- 2010 — Отцы — Олег Хромов
- 2010 — На свете живут добрые и хорошие люди — Дмитрий
- 2010 — Русский дубль — Владимир Суровцев, оперуполномоченный
- 2010 — Найди меня — Юрий Кузовлёв, муж Натальи, отец Алисы
- 2011 — Месть без права передачи — Максим Крылов[15]
- 2011 — Ветер северный — Сергей Прозоров, капитан 3 ранга
- 2011 — Пуля-дура 4 «Агент и сокровище нации».
- 2011 — Пуля-дура 5 «Изумрудное дело агента».
- 2012 — Братство десанта — Олег Дёмин, начальник уголовного розыска, майор полиции
- 2012 — Защитница — Сергей Макаров, следователь прокуратуры
- 2012 — Наружное наблюдение — Игорь Ладонин, бизнесмен
- 2012 — Фродя — Павел Платонов
- 2012 — ППС-2 — Валерий Игоревич Ильин, олигарх
- 2013 — Двойной блюз — Олег Левин, оперативник[16]
- 2013 — 2014 — Чужой — Михаил Аристов
- 2014 — Склифосовский (3-й сезон) — Илья Ильич Земцов, заместитель мэра, любовник Полины Пастуховой
- 2014 — Раскалённый периметр — Константин Юрьевич Никольский, майор
- 2014 — Бывших не бывает — Виктор Сергеевич Платонов
- 2014 — Надежда — Михаил Афанасьев, адвокат
- 2014 — Взрыв из прошлого — Пётр Шалевич, заместитель Ковалёва
- 2015 — Идеальная жертва — Юрий, крымский предприниматель
- 2015 — Украденная свадьба — Ярослав
- 2015 — Петля Нестерова — Борис Смолин, капитан УБХСС
- 2017 — Это было у моря — Андрей
- 2017 — Окурок (короткометражка)
- 2017 — За пять минут до января — Витя
- 2017 — За полчаса до весны — Вадим
- 2017 — Торгсин — «Гиря» (Гриша Власов), главарь банды
- 2017 — Сердечная недостаточность — Зайцев
- 2017 — Молодёжка — 5. «Бурые медведи» (со 192 серии) — Борис Андреевич Никитин («Старый»), играющий второй тренер команды «Бурые медведи»
- 2018 — Несокрушимый — майор Владимир Васильевич Кротов, замполит батальона
- 2018 — Счастье наполовину — Андрей Смирнов
- 2018 — Сети для Йети (короткометражка) — капитан
- 2018 — Другие — капитан Авилов
- 2018 — Бабочка (короткометражка) — Николас
- 2018 — Два берега — Захар Ермаков
- 2018 — Черновик — Андрей Викторович, шеф Кирилла Максимова
- 2018 — Проводник — отец Кати
- 2018 — Прощаться не будем — старший лейтенант НКВД Егор Горохов
- 2018 — Впереди день — Кирилл
- 2019 — Имам Шамиль. Осада Ахульго — Карл Врангель
- 2019 — За стенкой (короткометражка) — Владимир
- 2019 — С мячом в Британию (документальный) — Владимир Савдунин
- 2019 — Легенда Феррари — Каневский, помощник Эрмлера
- 2019 — Дочь тьмы — барин Константин Александрович
- 2019 — За счастьем — муж на час
- 2019 — Наказание без преступления — Виктор
- 2021 — Контакт — Родион Поршнев, отец Поршнева (1 сезон)
- 2021 — Я всё начну сначала — Андрей
- 2021 — Ваша тётя Люси — Олег
- 2021 — Счастье Серафимы — Алексей Говоров
- 2021 — Бойцовская рыбка (короткометражка) — Юра
- 2022 — Эпидемия (11-я серия) — Елисей
- 2022 — Идентификация — начальник СИЗО
- 2022 — Наш спецназ — Илья Фомин (второй сезон)
- 2022 — Должник — Алексей Потапов
- 2022 — Тётя Таня — Глеб Печатников
- 2023 — Патриот 3 — Сергей Кучин, батя Сани и Валерона
- 2023 — До рассвета — Владимир
- 2023 — Дорога к счастью — Борис
- 2023 — Сержант 2 — Борис Захарьев
- 2024 — Позывной «Пассажир» — вор «Жила»

## Призы и награды
- 2002 — приз «Бронзовая подкова» II-го фестиваля-смотра российских фильмов «про любовь» «Любить по-русски» (Москва) — за исполнение главной роли (Антона Горохова) в фильме «Башмачник» режиссёра Владимира Зайкина[17].
- 2009 — приз за лучшую мужскую роль VII-го фестиваля кино и театра «Амурская осень» (Благовещенск) — за исполнение роли Михаила Будника в полнометражном игровом фильме «Миннесота» режиссёра Андрея Прошкина[18].
- 2009 — номинант премии «Золотой орёл» в номинации «Лучшая мужская роль на телевидении» — за роль Дмитрия Карамазова в телесериале «Братья Карамазовы» режиссёра Юрия Мороза[19].
- 2010 — лауреат премии «Человек года» мужского журнала «GQ» (Россия) в номинации «Актёр года»[20][21].